# Чобручі
Чобручі (рос. Чобручи, рум. Cioburciu; Чебруч) — село у Слободзейському районі Молдови (невизнана Придністровська Молдавська Республіка). Розташоване на лівому березі р. Дністер поблизу міста Слободзея.
Згідно з переписом населення 2004 року кількість українців —6,4%.

## Короткі відомості
Перше непряма згадка про село Чобручі в історичних документах датується 1573 р. Таким чином, дата народження поселення знаходиться в межах кінця XVI — початку XVII ст. Чобручі — один з найдавніших населених пунктів.
У XIX столітті Чобручі стають річковою пристанню, на північ від них проходить шосейна дорога. З будівництвом в 70-ті роки XIX ст. залізниці Одеса-Кишинів значно полегшився вивезення аграрної продукції через торговий порт Одеси. Для найкоротшою зв'язку із залізницею від Чобручі до станції Кучурган була прокладена польова ґрунтова дорога. В кінці століття село розташовувалося в 20 верстах від повітового міста Тирасполь, в 8 верстах від волосного центру і земської поштової станції, в 22 верстах від залізничної станції Кучурган.
У 1859 році в селі налічувалося 2123 мешканці, які проживали в 457 дворах. У 1866 році чисельність населення не змінилася, але дворів стало значно менше — 284. У другій половині XIX ст. число жителів подвоюється. Так, в 1896 році в селі Чобручі Слободзейському волості Тираспольського повіту Херсонської губернії було 880 дворів, 4989 жителів (2432 чоловічої і 2557 жіночої статі). Тут діяла православна церква Покрови Пресвятої Богородиці, збудована 1790-го року працювала школа на 105 учнів. Чобручан обслуговували 4 винні лавки, в році налічувалося 26 базарних днів. За даними перепису 1897 році в селі проживали вже 5122 людини.
До 70-х років XIX століття старе русло Дністра проходило «під» правобережними селами Кіцкани, Копанка, Талмаза і далі через низовину Адана — сильно замулене і заросле очеретом і верболозом русло Старого Дністра, яке виходило до правобережного села Чобручі. Заплавні луки Адани чобручани використовували для городництва і випасання худоби.
У 1917-1919 рр. в період безвладдя і економічної кризи чобручани активно вирубували заплавні ліси. Часта зміна влади, громадянські війни, репресії привели село до економічного занепаду.
У 1927 році було побудовано греблю завдяки якій створилася можливість побудувати пізніше гідроелектростанцію.
 У 1947 р. чобручські землі за Дністром рішенням Ради Міністрів Молдавської РСР були передані Талмазькому лісництву. У 1954 році голова об'єднаного колгоспу ім. В. І. Леніна І. Д. Васілатій домігся передачі в оренду колгоспу 60 га заплавній землі за Дністром терміном на тридцять років.
Після повені, що сталася в 1969 р., частина земель чобручанського колгоспу була передана колгоспу «Пам'ять Іллічу».
Основним заняттям населення була торгівля фруктами. В приватних і громадських садах плодоносили яблуні, груші, айва, абрикоси, сливи, вишні, черешні, шовковиці. Головною текстильної культурою була конопля — провідне сировину для виробництва полотна. На селі також зайцмалися виноградарством і виноробством. На селі функціонували ремісничі промисли, особливо плетіння кошиків з лози і верболозу. Також поширене було ткацтво, виготовлення віників і бочок. Тут працювали сім вітряків, олійниці, салотопний, коптильні, винокурні.

## Відомі особистості
В поселенні народився:
- Ґріґоре Обрежану (1911—1992) — румунський ґрунтознавець.

## Монети

Пам'ятна монета ПРБ, присвячена 445-річчю села Чорбучі

28 вересня 2018 року Придністровський республіканський банк ввів в обіг пам'ятні монети з недорогоцінних металів номіналом 3 рублі, присвячені 445 років селу Чобручі із серії «Придністров'я - рідний край». Тираж нової монети — до 30 тисяч штук, повідомляється на сайті ПРБ. Пам'ятні монети є грошовими знаками Центробанку та вводяться в обіг на території Придністров'я і приймаються за їх номінальною вартістю.